# U Banínského viaduktu
U Banínského viaduktu este o arie protejată (arie specială de conservare — SAC, sit de importanță comunitară — SCI) din Republica Cehă întinsă pe o suprafață de 0,95 ha, integral pe uscat.

## Localizare
Centrul sitului U Banínského viaduktu este situat la coordonatele 49°40′29″N 16°28′42″E / 49.674722°N 16.478333°E.

## Înființare
Situl U Banínského viaduktu a fost declarat sit de importanță comunitară în aprilie 2005 pentru a proteja 1 specie de plante. Situl a fost protejat și ca arie specială de conservare în ianuarie 2014.

## Biodiversitate
Situată în ecoregiunea continentală, aria protejată nu include niciun habitat protejat.
La baza desemnării sitului se află o specie protejată de  plante: papucul doamnei (Cypripedium calceolus).